# Propedies castaneum
Propedies castaneum är en insektsart som beskrevs av Ronderos och Sanchez 1983. Propedies castaneum ingår i släktet Propedies och familjen gräshoppor. Inga underarter finns listade i Catalogue of Life.